# روفوس يركسا
روفوس هوكنس يركسا (بالإنجليزية: Rufus Yerxa) (من مواليد 1951) هو محام أميركي وموظف عام، وهو عضو في مقاطعة كولومبيا بار. يعمل أستاذاً زائراً في معهد مونتيري للدراسات الدولية والسلطة الرائدة على اتفاقيات التجارة الدولية والسياسات التجارية في الولايات المتحدة. من 2002-2013 كان نائب المدير العام لمنظمة التجارة العالمية (WTO).

## المهنة
يركسا حاصل على درجة من جامعة واشنطن و جامعة بوجيه ساوند، وLL.B. في القانون الدولي من جامعة كامبريدج. من 1977-1981 كان المستشار القانوني لرئيس لجنة التجارة الدولية. حتى عام 1989 كان كبير مستشاري مساعد في البيت طرق واللجنة سائل ومدير موظفي لجنة فرعية على التجارة.
وكان سفير الولايات المتحدة لدى منظمة الجات (GATT) في جنيف، ثم نائب الممثل التجاري للولايات المتحدة في واشنطن العاصمة. لعب دوراً رئيسياً في جولة أوروغواي. من عام 1995 كان شريكاً في أكين، غامب، ستراوس، هاور أند فيلد في بروكسل. كان يركسا المحامي العام الأوروبي، وكبير مستشاري الدولي في وقت لاحق لمونسانتو.